# Klappe Cowboy!
Klappe Cowboy! ist ein deutscher Spielfilm von Timo Jacobs und Ulf Behrens aus dem Jahr 2012.

## Handlung
Der Regisseur Cowboy versucht in Berlin seinen Film Acht Fäuste gegen Berlin zu realisieren. Dazu nimmt er jeden Regieauftrag an. Durch die schiere Menge verschiedener Regiearbeiten drohen alle Filmprojekte zu scheitern. Als Cowboy die Künstlerin Yps trifft, scheint endlich eine Chance zu bestehen, seinen Film zu realisieren. Er versucht mit ihr einen Kunstporno zu realisieren, aber auch dieses Projekt scheitert und droht den jungen Regisseur nun vollends aus der Bahn zu werfen.

## Hintergrund
Klappe Cowboy! wurde am 20. Januar 2012 auf dem Filmfestival Max Ophüls Preis in Saarbrücken uraufgeführt. In die Kinos kam der Film am 12. Juli 2012.

## Rezeption
„Der gewollt dilettantische No-Budget-Film stellt mit archaischer Verve und viel Leidenschaft das Filmemachen inklusive dessen Scheitern nach. Eine etwas zähe Fingerübung in der Manier von Klaus Lemke, deren Mut zum Understatement dennoch angenehm berührt.“